# Carry It On
Albums de Joan Baez
One Day at a Time
(1970) Blessed Are…
(1971)
Carry It On est un album de Joan Baez sorti en 1971. Il s'agit de la bande originale du film du même nom, un documentaire consacré à Baez. Il inclut des morceaux de dialogue récités par David Harris, le mari de Joan Baez.

## Titres
| 1. | Oh Happy Day                   | Edwin Hawkins               | 3:43 |
| 2. | Carry It On                    | Gil Turner (en)             | 3:48 |
| 3. | In Forty Days                  | Joan & David                | 3:22 |
| 4. | Hickory Wind (en)              | Gram Parsons, Bob Buchanan  | 3:16 |
| 5. | The Last Thing on My Mind (en) | Tom Paxton                  | 3:29 |
| 6. | Life Is Sacred                 | David                       | 2:02 |
| 7. | Joe Hill                       | Alfred Hayes, Earl Robinson | 3:53 |

| 1. | I Shall Be Released                                   | Bob Dylan                                                               | 3:33 |
| 2. | Do Right Woman, Do Right Man (avec Jeffrey Shurtleff) | Dan Penn (en), Chips Moman                                              | 4:21 |
| 3. | Love Is Just A Four-Letter Word (en)                  | Bob Dylan                                                               | 4:05 |
| 4. | Suzanne                                               | Leonard Cohen                                                           | 4:54 |
| 5. | Idols and Heroes                                      | David                                                                   | 2:30 |
| 6. | We Shall Overcome                                     | Zilphia Horton (en), Frank Hamilton (en), Guy Carawan (en), Pete Seeger | 4:45 |

## Musiciens
- Joan Baez : chant, guitare
- David Harris : voix
- Richard Festinger : guitare